# Zbraslav
Zbraslav är sedan 1974 en stadsdel i Tjeckiens huvudstad Prag. Sedan 1974 tillhör den stadsdistriktet (městský obvod) Prag 5 och sedan 1990 stadsdelskommunen (městská část) Praha-Zbraslav. Antalet invånare är 9 658.